# Couvent des Bernardines d'Évian
Le couvent des Bernardines d'Évian est un ancien couvent de cisterciennes réformées, situé à Évian, en France.

## Localisation
Le couvent était situé en Haute-Savoie au lieu dit La maison du clos aux limites d'Évian et de Neuvecelle.

## Historique
Les mœurs des Augustins de l'abbaye d'Abondance et de leur prieuré de Maraîche situé à Évian étant l'objet de scandales, ceux-ci sont remplacés en 1606 dans les deux lieux par les Feuillants sur intervention de François de Sales.
Après avoir rebâti en 1620 la chapelle de Maraîche sur les fondations de la précédente qui datait du XIIe siècle les nouveaux occupants œuvrent à l’établissement de Cisterciennes à la Maison du clos, désertée également par les Hospitalières. Après une première tentative qui se heurte à l’opposition des syndics en 1643, les Bernardines de La Roche finissent par s’y installer en 1650 à la suite d'interventions de Christine de France puis de  son fils Charles-Emmanuel.

## Filiations et dépendances
Évian est fille du couvent des Bernardines de La Roche-sur-Foron.